# 清朝民变
清朝民变收录了清朝主要的起事运动。从康乾盛世时期的苗民起义、川楚教乱到清朝灭亡之前的义和团运动，有清一代民变不断。其中最大的一次是太平天国引起，從咸丰帝年间，直至同治帝年间才结束的一场战争，被称为太平天国之乱。
面对民变，跟明代相比清代較常用剿除政策以及高压政策，而非招抚政策。清代前中期对民变采取镇压的政策，然而，於清朝末年后20世纪初抵制运动中，晚清政府仍然一味地采取镇压的策略，却反而使得人们对国家的认同也出现了危机。

## 清前期民变

### 吳球事件
康熙三十五年（1696年），在台灣由吳球率七人反清復明，後來被清兵帶回北京處死刑。

### 朱一貴事件
康熙五十九年（1720年），在朱一貴的领导下台湾第一次大規模民變。

## 清中后期民变

### 苗民起义
从雍正时期一直到嘉庆元年，黔、湘地区的苗族人民发动的一系列反清起义。其中大起义三次，小暴动约二三十次。

### 大甲西社抗清事件
雍正年间，在台湾地区还爆发了台灣原住民平埔族歷史上最大的民眾起義事件。

### 華南海盜
華南海盜是清中期活動於廣東沿海和內河水道的海盜群。

### 蘇四十三起義
乾隆四十六年（1781年）三月，屬甘肅河州管轄的循化廳（今青海省循化縣）撒拉族人蘇四十三，因不滿甘肅之官員貪污舞弊，欺壓人民，率眾起義。

### 林爽文起义
乾隆五十一年十一月廿六日（1787年1月16日）因臺灣府知府孫景燧取締天地會，逮捕天地會領袖林爽文之叔伯，林爽文率軍劫獄反抗，號稱50萬眾響應。

### 川楚白莲教起义
嘉庆年間爆发了川楚白莲教起义，起义军主要活动于四川、陕西、河南和湖北边境地区。这次大规模战乱耗费了清朝政府十六省的數十萬軍隊，并导致十余名提督、总兵等高级武官及副将以下400余名中级武官阵亡。据统计，清朝前后投入超过两亿两白银，相当國庫五年財政收入，使国库为之一空，“川楚之役，则诸将会饮，虽深箐荒麓间，蟹鱼珍错辄三四十品，而赏伶犒仆之费不与焉。凡粮台地，玉器裘锦成市，馈献、赂遗、赌博，挥霍如泥沙”。八旗、绿营等清朝正规军之腐朽在起义中暴露无遗，清政府被迫依靠地方团练镇压起义。

### 張丙事件
道光十二年（1832年）夏天大旱加上清廷的台灣嘉義知縣邵用之治事無方，作為農民領袖的張丙於是在同年十月「豎旗起義」，攻佔臺灣縣大部分地區與雲林斗六門（今斗六）一帶，建國號為「天運」，自立為「開國大元帥」，期間並聚集數萬名的兵力，強攻鹽水港，並在此役造成臺灣府知府呂志恆、把總朱國珍、副將周承恩等人戰死。

### 湖南瑶民起义
道光十一年（1831）十二月，湖南永州瑶族农民因不堪官绅胥役的盘剥欺虐，在赵金龙率领下举行起义。他们与广东起义瑶民遥相呼应。

### 癸酉之变
嘉庆十八年（1813年）发生的一次天理教（秘密宗教八卦教的一派）军队进攻北京紫禁城的事件。称之为癸酉之变。其餘魯、豫各地亦有起事，皆隨即被官兵平定。

### 太平天国和捻军
从咸丰元年一直到同治年间，中国南方和北方相继爆发大规模民变，比如江南地区的太平天国和华北、江淮地区的捻军。

### 幅军起义
幅军起义为清朝咸丰同治年间在山东南部的反清起事。

### 广东洪兵起义
咸丰四年（1854年），三個廣東秘密會社應原為水賊的太平水軍將領羅大綱主張，在中國南方發動反清“起義”。三個社團、包括40多縣達100萬的人士參加，並一度圍攻廣州城。7月5日（農曆六月十一日），陳開首先佛山石灣起義，攻佔佛山鎮，聚眾十萬。

### 陆大汉起义
咸丰五年（1855年）春，黎平肇洞(今贵州省黎平县肇兴乡境)人陆大汉与洒洞寨人（今贵州省从江县洛香乡境）梁维干等提出“抗朝廷，反官军，开仓济贫，迎接太平军”口号，组织六洞群众所举行的武装起义。

### 丰宁县动乱
咸丰七年（1857年），在直隶省热河道热河丰甯县所属大阁儿地方爆发民变。咸丰帝命令英隆查明根由据实具奏，并指示“一鼓歼捦，毋致蔓延为患。”巡检盛祖培等率兵击毙刘幅汰等。余部四散。

### 迈买铁里事件
咸丰七年（1857年）由于受太平天国直接影响下爆发了库车等一系列农民起义。

### 戴潮春起义
同治元年（1862年），台湾爆发第二次大规模民变，事件起因乃官府鎮壓天地會所致，影響範圍北至大甲，南至嘉義，遍佈整個台灣中部。雖然起事者為戴潮春，但與事者中包含各地土豪，其中以林日成、洪欉等最有勢力。

### 同治回民起义
同治年间，在陕甘和新疆等西北地区爆发了大规模回民起义。主要有新疆回变、陕甘回变。

### 加禮宛事件
光绪四年（1878年），台灣原住民噶瑪蘭族（Kebalan）和撒奇萊雅族（Sakizaya）在1878年聯合反抗清國的事件。兩族在聯合抵抗清軍入侵的事件中幾乎滅絕，倖存的族人藏身在阿美族（Amis）受到保護。

### 施九緞事件
光绪十四年（1888年），臺灣爆发臺灣建省以來規模最大的民變。

### 旅大事件
光绪二十四年（1898年），旅大地区人民反抗沙俄侵略，但清朝政府压制了盐民的反抗斗争。

## 清末民变
- 1898年广西郁林农民李立廷起义。
- 1900年义和团。
- 1904年江西乐平抗捐。
- 1910年长沙抢米风潮。
- 1910年山东莱阳抗捐斗争。
- 1911年河南白朗起义
- 清末毁学风潮

## 民变特点
首先从地域上来说清朝民变遍布全国各地，从北方到江南，甚至是台湾都不止一次爆发过民变。其次是清朝民变不单单是汉族的反清复明，而是清朝境内其他民族也相继爆发反清起义事件，主要有西北的回族、撒拉族；华南的瑶族；西南的苗族、侗族等，台湾的原住民族也曾爆发过民变。

### 引用
1. ↑  . 凤凰网.   [2014-12-12]. （原始内容存档于2014-12-13）.
2. ↑  . 凤凰网.   [2014-04-24]. （原始内容存档于2014-04-24）.
3. ↑  郑天挺：《清史》，頁520
4. ↑  魏源：《圣武记》卷十一《武事余记》
5. ↑  清文宗实录卷之二百二十八
6. ↑  . 自由時報.   [2014-12-12].[永久]
7. ↑   參: